# Banc de la Petita i Mitjana Empresa
El Banc de la Petita i Mitjana Empresa, conegut també com a Bankpime, fou un banc creat el 22 de maig de 1978 a Barcelona per l'empresari Josep Jané Solà i adquirit, per evitar la fallida, per La Caixa durant el 2011.

## Història
Fèlix Millet en fou president des d'octubre de 2007 fins al mes de juliol de 2009, quan va esclatar el Cas Millet. José Antonio Castro, membre del grup hoteler Hesperia, va agafar el relleu en la presidència. Poc després, l'empresa Agrupació Mútua, fins al moment propietària d'un 25% de l'accionariat del banc, va ser intervinguda per la Direcció General d'Assegurances i l'any 2009, Miquel Navas, que era en aquell moment director general de Bankpime deixà el càrrec en favor de Francisco Valle, de Banif.
Un altre dels socis capitalistes, l'empresa portuguesa Banif, va intentar llavors revifar l'empresa intentant fent que fos un pont de negoci per a inversors catalans amb interessos al Brasil, iniciativa que no va tenir gaire èxit. Arran de tots aquests fets, la direcció de l'entitat va començar a buscar possibles compradors el mes de gener de 2011, coincidint amb una recomanació del Banc d'Espanya que deia que l'entitat, juntament amb d'altres en situació similar, necessitava recapitalitzar-se.
El dia 30 de setembre de 2011 va ser absorbida per "La Caixa" mitjançant CaixaBank, amb efecte econòmic de l'1 de setembre. En el moment de la compra l'entitat disposava de 19 oficines.
El dia 17 d'octubre de 2011 l'empresa va pactar un ERO per acomiadar 98 treballadors pertanyents a Serveis Centrals (SSCC), amb indemnitzacions de 55 dies per any treballat, amb un límit de 42 mensualitats. Els treballadors de les sucursals es van incorporar a la xarxa d'oficines de CaixaBank.